# José María Ruda

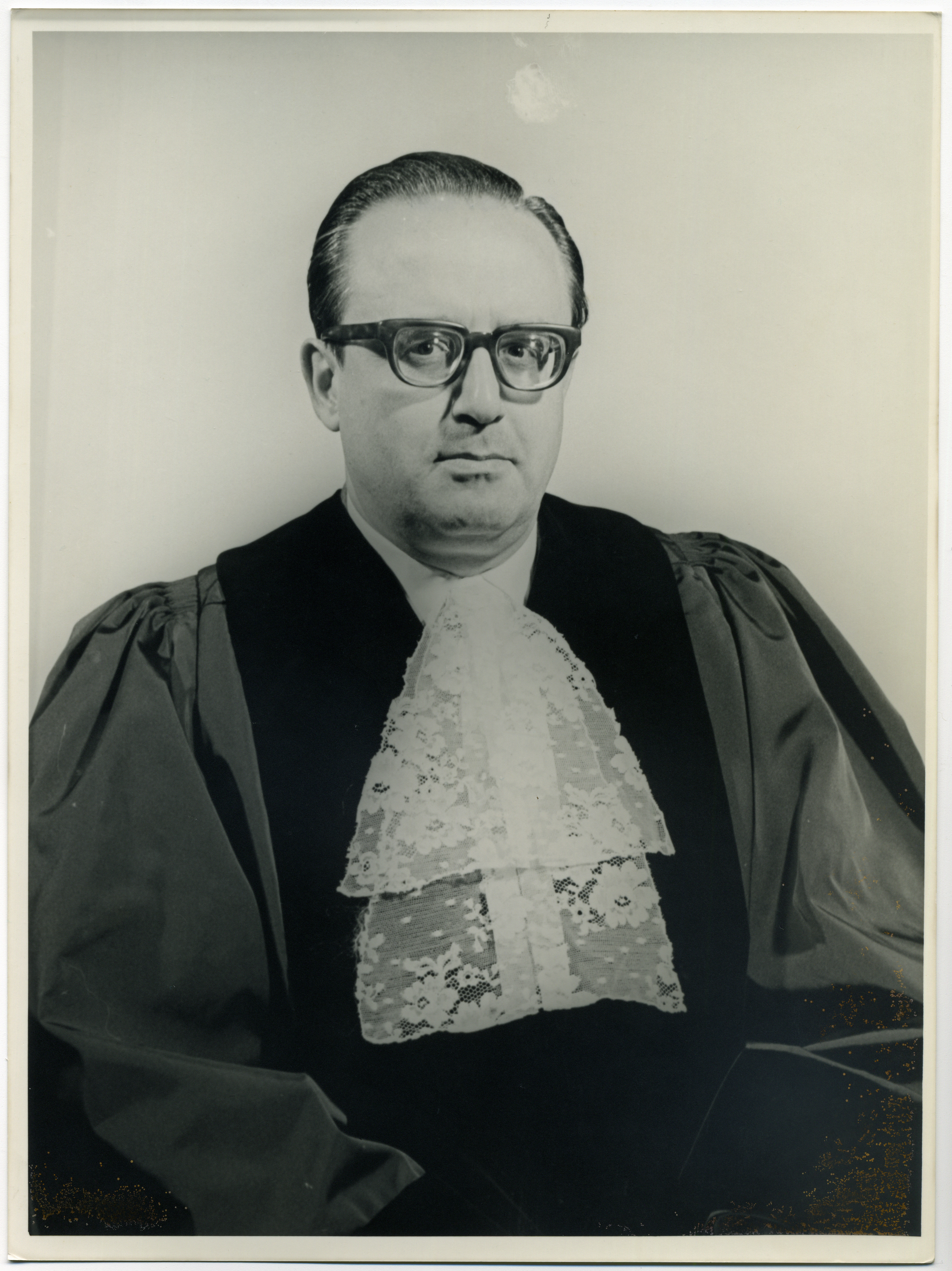
José María Ruda

José María Ruda (* 9. August 1924 in Buenos Aires; † 7. Juli 1994 in s’Agaró, Spanien) war ein argentinischer Jurist und Diplomat. Von 1973 bis 1991 wirkte er als Richter am Internationalen Gerichtshof in Den Haag, darunter von 1988 bis 1991 als Präsident des Gerichts.

## Leben
José María Ruda wurde 1924 in Buenos Aires geboren und absolvierte bis 1949 ein Studium der Rechtswissenschaft an der dortigen Universidad de Buenos Aires, an der er von 1960 bis 1973 auch selbst als Professor für internationales Recht tätig war. Darüber hinaus erlangte er 1955 einen LL.M.-Abschluss an der New York University. Von 1950 bis 1955 war er in der Abteilung für die Kodifikation des internationalen Rechts des Bereichs Rechtsangelegenheiten der Vereinten Nationen (UN) tätig. Anschließend begann er eine Laufbahn im diplomatischen Dienst seines Heimatlandes und wurde 1961 Rechtsberater des argentinischen Außenministeriums.
In der Folgezeit vertrat er Argentinien regelmäßig bei den Sitzungen der UN-Generalversammlung und wurde 1965 zum ständigen Vertreter des Landes bei den Vereinten Nationen ernannt. Dieses Amt übte er fünf Jahre lang aus, in denen Argentinien für zwei Jahre als nichtständiges Mitglied dem UN-Sicherheitsrat angehörte. Von 1954 bis 1972 war er Mitglied der Völkerrechtskommission, darunter 1968 als deren Vorsitzender. Im Jahr 1970 kehrte er in sein Heimatland zurück und wurde Unterstaatssekretär im Außenministerium. Drei Jahre später wurde er im Februar 1973 zum Richter an den Internationalen Gerichtshof (IGH) in Den Haag gewählt und war mit einem Alter von 49 Jahren einer der jüngsten jemals gewählten Richter in der Geschichte des IGH. Er gehörte dem Gericht bis 1991 an und wirkte in den letzten drei Jahren seiner Amtszeit von 1988 bis 1991 als dessen Präsident sowie anschließend in einem Fall als Ad-hoc-Richter.
José María Ruda galt als unabhängig in seinen Ansichten sowie seinen in den Gerichtsentscheidungen enthaltenen Standpunkten. Während seiner Zeit als Präsident des Internationalen Gerichtshofes gelang es ihm vergleichsweise häufig, eine einstimmige Entscheidung des Gerichts herbeizuführen. Unmittelbar im Anschluss an sein Wirken am IGH war er bis 1993 Präsident des Iran-United States Claims Tribunal. In der Folgezeit wirkte er sowohl im zwischenstaatlichen als auch im wirtschaftlichen Bereich als Berater und Vermittler in internationalen Streitfällen. Er starb 1994 an den Folgen eines Herzinfarkts während eines Ferienaufenthalts an der Costa Brava.

## Werke (Auswahl)
- Instrumentos internacionales. Tipográfica Editora Argentina, Buenos Aires 1976
- Presente y futuro del Tribunal Internacional de Justicia. Universidad de Granada, Granada 1990
- Derecho internacional publico. Tipográfica Editora Argentina, Buenos Aires 1994